# Phanerotoma exigua
Phanerotoma exigua är en stekelart som beskrevs av Herbert Zettel 1991. Phanerotoma exigua ingår i släktet Phanerotoma och familjen bracksteklar. Inga underarter finns listade i Catalogue of Life.